# Slag bij Harran
De Slag bij Harran vond plaats op 7 mei 1104 tussen de kruisvaardersstaten Antiochië en het graafschap Edessa enerzijds en de Seltsjoeken anderzijds. Het was de eerste grote veldslag nadat de nieuwe kruisvaardersstaten waren gesticht in de nasleep van de Eerste Kruistocht. Het gevecht verliep desastreus voor de kruisvaarders, een terugslag voor de expansiedrift van de nieuwe westerse heersers.

## Achtergrond
In 1104 had Boudewijn II van Edessa een aanval ingezet op Harran, en belegerde daarop de stad. Voor steun toog hij naar Bohemund I van Antiochië en Tancred van Galilea. Bohemund en Tancred marcheerden daarop naar Edessa om zich bij Boudewijn en diens rechterhand Jocelin van Courtenay aan te sluiten, samen met Bernard van Valence, patriarch van Antiochië, Dagobert van Pisa, patriarch van Jeruzalem, en Benedict, aartsbisschop van Edessa.
De Seltsjoeken, onder leiding van Jikirmish, gouverneur van Mosoel, en Sokman, de Artuqidische emir van Mardin, kwamen bij elkaar in het stroomgebied van de rivier Khabur. In mei 1104 vielen zij Edessa aan, mogelijk als afleiding in de hoop dat de kruisvaarders Harran zouden verlaten, maar mogelijk ook om de stad te veroveren omdat de kruisvaarders ergens anders bezig waren.

## De slag
Volgens de kroniekschrijver Ibn al-Qalanisi arriveerden Tancred en Bohemund tijdens de belegering, maar volgens een document uit 1234 kwamen zij aan bij de poorten van Harran zonder dat er iets gebeurde. In beide gevallen gingen de Seltsjoekse Turken het gevecht niet aan, maar trokken ze zich voor de schijn terug en de kruisvaarders volgden hun zuidwaarts. De kroniekschrijver Mattheus van Edessa meldt dat deze achtervolging twee dagen duurde, terwijl Ralf van Caen het op drie dagen houdt. Volgens Ibn al-Athir werd de slag uiteindelijk uitgevochten op twaalf kilometer van Harran.
Boudewijn en Jocelin gaven leiding aan de Edessaanse linkervleugel, terwijl Bohemund en Tancred de rechtervleugel commandeerden. Ralf van Caen beschrijft dat de kruisvaarders verbaasd waren, toen de Seltsjoekse Turken zich plots omkeerden en het gevecht aangingen. Het was zo erg dat zowel Boudewijn en Bohemund hun wapenuitrusting verloren.
Gedurende de slag zelf raakten Boudewijns troepen ongegroepeerd, waardoor Boudewijn en Jocelin gevangen werden genomen. De Antiochiërs konden onder leiding van Bohemund vluchten richting Edessa. Vervolgens konden de Seltsjoeken zegevieren. Jikirmish had maar weinig buit, en daarom nam hij Boudewijn als krijgsgevangene. Er werd na verloop van tijd wel een borgsom neergeteld voor Boudewijn, maar hij kwam pas rond 1108 vrij.